# Leonid Arkaev
Leonid Arkaev (Moscou, 3 de junho de 1940), foi um treinador de ginástica artística. 
Entre os anos de 1947 e 1977, estudou e atuou na área de Educação Física. Como treinador de ginástica artística feminina, começou em 1972 e treinou as equipes russa e soviética. Membro do Comitê Executivo da União Europeia de Ginástica, foi presidente da Federação Russa, treinou também a equipe masculina e foi visto como um fenômeno mundial da modalidade artística, devido a marca de quatrocentas medalhas conquistadas, 150 delas de ouro.